# Hemerobiella oswaldi
Hemerobiella oswaldi är en insektsart som beskrevs av Monserrat 1998. Hemerobiella oswaldi ingår i släktet Hemerobiella och familjen florsländor. Inga underarter finns listade i Catalogue of Life.